# Ryöstejärvi
Ryöstejärvi eller Ryöstöjärvi är en sjö i Finland. Den ligger i kommunen Soini i landskapet Södra Österbotten, i den centrala delen av landet, 300 km norr om huvudstaden Helsingfors. Ryöstejärvi ligger 198 meter över havet. Arean är 19,9 hektar och strandlinjen är 2,4 kilometer lång. Sjön  ingår i Kymmene älvs huvudavrinningsområde.   I omgivningarna runt Ryöstejärvi växer i huvudsak barrskog. Den sträcker sig 0,6 kilometer i nord-sydlig riktning, och 0,5 kilometer i öst-västlig riktning.